# ETERNAL JOURNEY
ETERNAL JOURNEY（エターナルジャーニー）は、日本の音楽ユニット。2012年結成。上原慶子、上原辰太郎による男女二人組。2016年に結婚。辰太郎が婿入り。FIRST AGENT所属。

## メンバー
- 上原慶子（うえはらけいこ、12月30日）新潟県三条市出身、ボーカルと作詞作曲担当　B型　武蔵野音楽大学卒業　コントラバスを、檜山薫、星秀樹に師事
- 上原辰太郎（うえはらしんたろう、1976年9月30日）埼玉県所沢市出身、ボーカルと作詞作曲、ギター担当　A型　早稲田大学第二文学部卒業

## 来歴
- 上原慶子は幼少期よりピアノのレッスンを受ける。中学校の時に入部した吹奏楽部にて、くじ引きでコントラバス担当となる。音大進学を志した際、競争率の高い音楽大学入試よりも高校からの受験を決意。比較的競争率の低かったコントラバスでの受験を決意し現役で合格。[1]。野菜ソムリエ、食育マイスターの資格を生かし、フードコーディネーターとしても活動。中学校教諭一種免許状（音楽）高等学校教諭一種免許状（音楽）所持[2]。

- 上原辰太郎は幼少期よりヤマハ音楽教室でピアノを習う。小学6年生時の担任が所有していたフォーク・ギターに触れ、ギターに目覚める。同年、NHK紅白歌合戦に出場した爆風スランプ「Runner」に衝撃を受けエレクトリック・ギターに目覚める。[3]独学でコピー演奏を続け、高校では軽音楽部に所属。そこでドラムの演奏も始める。マキタスポーツ率いるバンド「マキタ学級」ドラマー（ウチノファンタジー）としてデビュー。

## 結成
エフエム世田谷「サンプラザ中野くんのせたがやたがやせ」（2010年10月-2015年3月）にて共にアシスタントを務める。アシスタント時の芸名は「コントラバス子KEI」と「肉野バンバンジー」。番組内の企画でユニットでのデビューが決定。2012年3月、DJよっしープロデュースのコンピレーションアルバム「恋ユーロ・ベスト」に「ETERNAL JOURNEY」が収録される。2018年6月23日に結婚披露ワンマンライブ「花の雪」を開催。

## 主なワンマンライブ
| 開催日         | タイトル                                                                                | 会場               | 備考           |
| -------------- | --------------------------------------------------------------------------------------- | ------------------ | -------------- |
| 2014年2月15日  | エタジャチック雑技団Vol.1～LOVEうたアコースティック発売記念～                           | 渋谷HOME           |                |
| 2018年6月23日  | 花の雪                                                                                  | 六本木バードランド |                |
| 2020年10月27日 | 「エタジャのニューノーマル」Supported by 日本バウリニューアル協会                       | 六本木バードランド | 配信限定ライブ |
| 2023年1月28日  | ETERNAL JOURNEY 10th Anniversary 「Sweet 10 Live」Supported by 日本バウリニューアル協会 | 六本木バードランド |                |

## ディスコグラフィ
| 発売日         | タイトル                                             | 収録曲 | 企画品番   | 備考                                                |
| -------------- | ---------------------------------------------------- | --- | ---------- | --------------------------------------------------- |
| 2012年3月12日  | 恋ユーロ・ベスト                                     | - ETERNAL JOURNEY | VICL-63863 | コンピレーション・アルバム                          |
| 2012年11月28日 | アニメイティーズ2 ～ANIME HITS in 80’s DISCO STYLE～ | - 3. 妖怪人間ベム - 7. 天才バカボン | TOCT-29070 | コンピレーション・アルバム                          |
| 2013年4月      | ETERNAL JOURNEY                                      | 1. ETERNAL JOURNEY 2. 自分を好きでいられるように 3. ETERNAL JOURNEY-Sweet Mix- 4. ETERNAL JOURNEY-オリジナルカラオケ |            | デビューシングル                                    |
| 2014年1月29日  | LOVEうたアコースティック～ドラマ主題歌ベスト～       | 1. もう恋なんてしない 2. ほっとけないよ 3. LA・LA・LA LOVE SONG 4. かたち あるもの 5. 君がいるだけで 6. TRUE LOVE 7. I for You 8. ラブ・ストーリーは突然に 9. SAY YES 10. PRIDE 11. 世界中の誰よりきっと 12. 歩いてゆこう | FCRD-0001  | カバーアルバム                                      |
| 2015年2月      | フンドシたまらンナー                                 | フンドシたまらンナー |            | サンプラザ中野くん+ETERNAL JOURNEY名義 配信シングル |
| 2018年1月      | 花の雪                                               | 1. エンターテインメントジャパン 〜エタジャパ〜 2. ETERNAL JOURNEY -Live Version- 3. ありがとう。流山 4. Yêu lắm Việt Nam（イェーウラン ベトナム） 5. 花の雪                                                               | FCRD-0002  | オリジナルミニアルバム                              |
| 2019年11月4日  | キラキラ                                             | キラキラ |            | 配信シングル                                        |
| 2019年11月4日  | Living Letter                                        | |            | 配信シングル                                        |
| 2023年1月      | Sweet 10 Song                                        | Sweet 10 Song |            | 結成10周年記念配信シングル                          |